# Mecynogea ocosingo
Mecynogea ocosingo là một loài nhện trong họ Araneidae.
Loài này thuộc chi Mecynogea. Mecynogea ocosingo được Herbert Walter Levi miêu tả năm 1997.